# Parade d'identification

Illustration d'une parade d'identification.

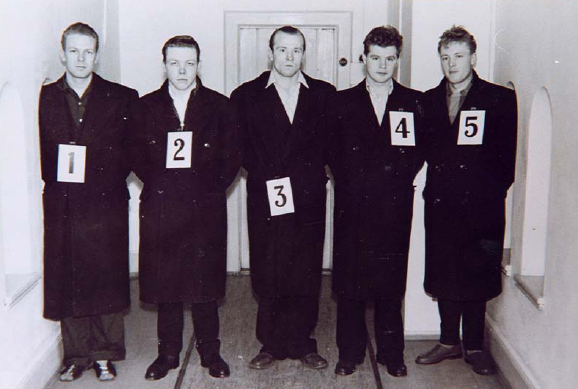
Une parade d'identification, dans les années 1950.

La parade d’identification, séance d'identification ou «  tapissage  », est une procédure par laquelle la victime ou le témoin d'un crime ou d'un délit pénal confirme l'identité d'un suspect, ce qui peut constituer un  élément de preuve au procès. Elle a été inventée en Angleterre au XIXe siècle.

## Procédure
Le suspect est placé dans une pièce (parfois aménagée à cet effet) en compagnie de plusieurs autres personnes de taille, de morphologie et d'allure semblables appelés « distracteurs » (il peut s'agir de prisonniers, d'acteurs ou de volontaires, y compris des policiers en civil). Ces personnes sont alignées devant un mur possédant une graduation destinée à faciliter l'identification de l'individu recherché en fonction de sa taille. Ces personnes doivent faire face à un miroir sans tain ou une protection équivalente, derrière lequel se trouve la personne qui doit procéder à l'identification, et qui garantit son anonymat vis-à-vis du suspect. Bien entendu, ce dernier ne doit pas être préalablement informé de la présence de la victime (ou du témoin qui doit l'identifier) dans les locaux. La victime ou le témoin peuvent, durant la séance, éventuellement demander que le suspect et les « distracteurs » leur soient présentés de profil.
Dans d'autres cas, on présente au témoin des photographies d'inconnus pour identification, celles-ci ne portant aucune autre mention quant à leur identité. Le cliché présentant le suspect sur lequel plane de fortes présomptions peut éventuellement être inséré dans cette liste. Si le témoin  reconnaît le suspect parmi les inconnus, l'identification est considérée comme valable. Certaines recherches évaluent d'autres méthodes qui impliquent que le témoin regarde les photos successivement plutôt qu'en même temps.
Pour qu'une parade puisse être admissible comme preuve devant une juridiction, elle doit être menée de façon équitable. Les forces de police ou de gendarmerie ne doivent se livrer à aucune manœuvre visant à influencer le témoin sur son choix. Ceci inclut le fait d'intégrer dans la parade des personnes qui ne ressembleraient pas du tout au signalement de l'individu recherché.